# Rebecques
Rebecques è una frazione del comune di Saint-Augustin, nel dipartimento del Passo di Calais nella regione dell'Alta Francia. In precedenza comune autonomo, il 1º gennaio 2016 è confluito insieme all'ex comune di Clarques nel nuovo comune di Saint-Augustin.

## Società

### Evoluzione demografica
Abitanti censiti